# Turu Flores
José Oscar Flores Bringas (Buenos Aires, 16 de maio de 1971), conhecido apenas como Turu Flores, é um técnico de futebol e ex-futebolista argentino que atuava como atacante. Atualmente é auxiliar-técnico do Las Palmas.

## Carreira como jogador
Formado nas categorias de base do Vélez Sarsfield, Turu Flores chamou a atenção pela forma física e por seu faro de artilheiro (foram 45 gols em 153 jogos pelo Campeonato Argentino) na fase de ouro do Fortín, pelo qual venceu 7 títulos - os mais destacados foram a Copa Libertadores da América e a Copa Intercontinental, em 1994.
Em 1996, foi contratado pelo Las Palmas, então na Segunda Divisão Espanhola, que pagou 500 milhões de pesetas para contar com o atacante. Embora tivesse marcado 21 gols em sua segunda temporada pela equipe das Canárias não conseguiu evitar a eliminação nos playoffs de acesso e rebaixamento para o Real Oviedo por 4 a 3 no placar agregado.
No futebol espanhol, defendeu ainda Deportivo La Coruña, Valladolid (empréstimo), Mallorca e Ciudad de Murcia, voltando à Argentina em 2005 para assinar com o Independiente.
Flores ainda jogaria no Aldosivi antes de ser contratado pelo Lyn, onde atuaria juntamente com seu compatriota Matías Almeyda. Aos 35 anos, o atacante jogaria apenas 45 minutos pela equipe de Oslo frente ao Fet IL, na Copa da Noruega, que foram também seus últimos como atleta profissional.

## Carreira internacional
Pela Seleção Argentina, Flores disputou 2 jogos em 1994, no início da passagem de Daniel Passarella no comando técnico da Albiceleste.

## Carreira de treinador
Entre 2009 e 2013, foi auxiliar-técnico do Vélez Sarfsfield e assumiu a equipe em 2014, sucedendo o ex-companheiro de clube Ricardo Gareca. Sob seu comando, o Fortín venceu a Supercopa Argentina (última conquista relevante do clube).
Teve ainda uma passagem pelo Defensa y Justicia em 2015, voltando ao Las Palmas em 2021 para ser auxiliar-técnico da equipe.

## Títulos

### Como jogador
Vélez Sarsfield
- Campeonato Argentino: Clausura 1993, Apertura 1995, Clausura 1996
- Copa Libertadores da América: 1994
- Copa Intercontinental: 1994
- Copa Interamericana: 1994
- Supercopa Sul-Americana: 1996

Deportivo
- Campeonato Espanhol: 1999–00
- Supercopa da Espanha: 2000

Mallorca
- Copa del Rey: 2002–03

### Como treinador
Vélez Sarsfield
- Supercopa Argentina: 2014

- Artilheiro do Torneio Clausura 1994 do Campeonato Argentino (14 gols)